# Haagseveer
Het Haagseveer is een straat in het centrum van Rotterdam. Het Haagseveer loopt evenwijdig aan de Coolsingel van de Meent naar het Pompenburg.
De naam Haagseveer verwijst naar een veerverbinding die vanaf deze plaats via de Delftsevaart en de Rotterdamse Schie met Den Haag werd onderhouden. De naam Haagseveer werd al in het midden van de 17e eeuw gebruikt, maar pas in 1942 officieel aan de straat gegeven.
Het belangrijkste gebouw aan het Haagseveer is het Rotterdamse politiebureau, ontworpen door de stadsarchitect Ad van der Steur. Sinds 1904 is de politie aan het Haagseveer gevestigd, eerst in de oude Stadsdoelen van het St. Jorisgilde, sinds medio jaren dertig in een nieuw gebouw, dat het bombardement op Rotterdam van 1940 overleefde. In de oorlog werd het gebouw ook gebruikt om politieke gevangenen op te sluiten: een plaquette in het politiebureau memoreert de 17.582 gevangenen.
In de jaren tachtig is het politiebureau ingrijpend verbouwd. Het uiterlijk is totaal gewijzigd, zo is het gebouw nu afgewerkt met een roze laag pleisterwerk over het originele metselwerk. Het schuine dak is verdwenen en maakte plaats voor een luifel waaronder een cellenblok is gemaakt. Alleen aan de kenmerkende erkers op de linkerhoek is het oorspronkelijke gebouw nog te herkennen.

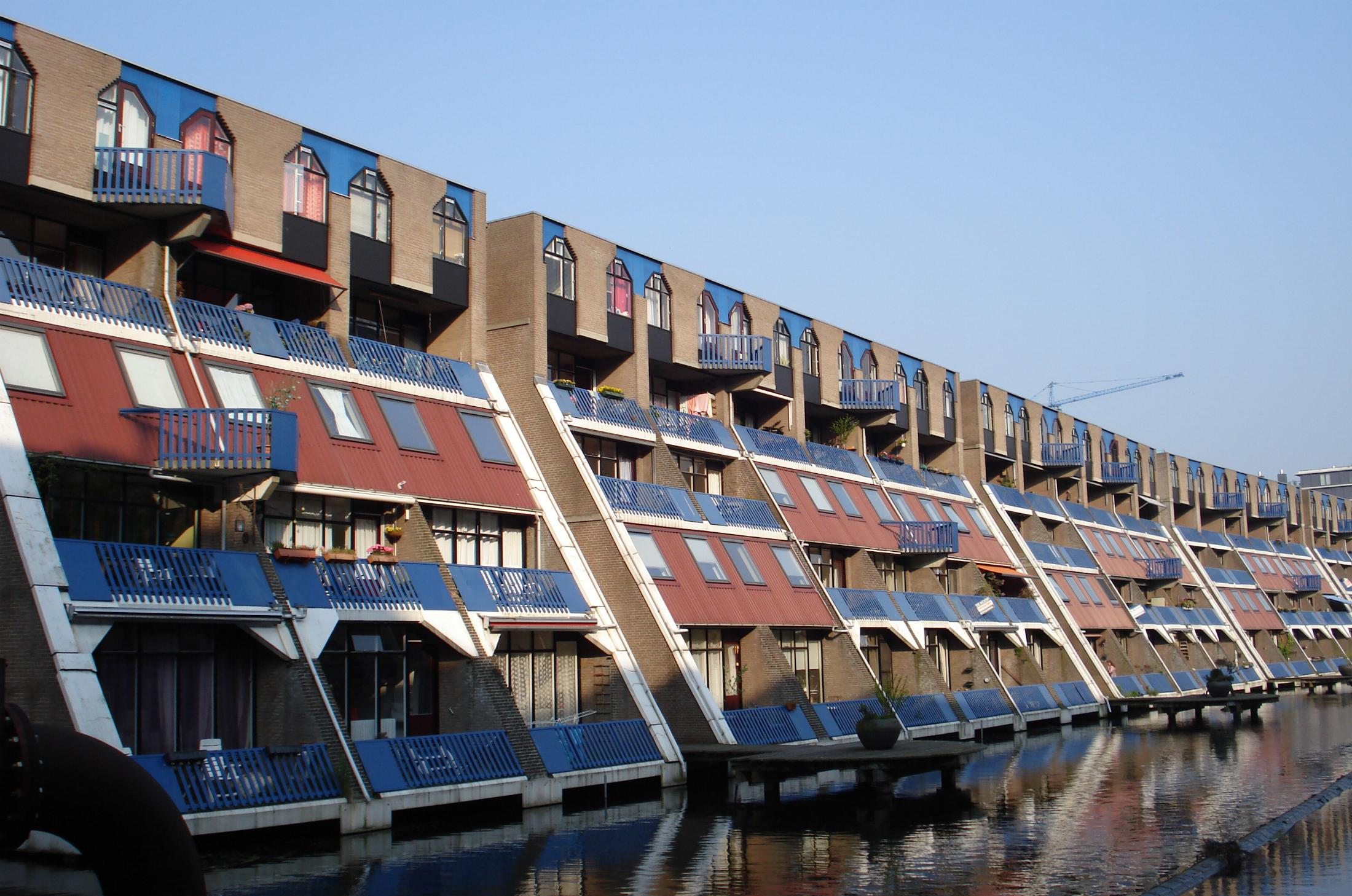
Appartementen aan het Haageseveer

Admiraal de Ruyterweg ·
Admiraliteitskade ·
Aert van Nesstraat ·
Baan ·
Batavierenstraat ·
Beukelsdijk ·
Beursplein ·
Beurstraverse ·
Binnenweg ·
Binnenwegplein ·
Binnenrotte ·
Blaak ·
Boezemweg ·
Boompjes ·
Bosland ·
Botersloot ·
Burgemeester van Walsumweg ·
Churchillplein ·
Coolsingel ·
Coolvest ·
Eendrachtsplein ·
Eendrachtsweg ·
Geldersekade ·
Goudsesingel ·
's-Gravendijkwal ·
Haagseveer ·
Henegouwerlaan ·
Hofdijk ·
Hofplein ·
Hoogstraat ·
Jonker Fransstraat ·
Karel Doormanstraat ·
Kipstraat ·
Kolk ·
Koningin Emmaplein ·
Korte Hoogstraat ·
Kruiskade ·
Kruisplein ·
Leuvehoofd ·
Lijnbaan ·
Lombardkade ·
Maasboulevard ·
Mariniersweg ·
Mathenesserlaan ·
Mauritsweg ·
Meent ·
Museumpark ·
Oostmolenwerf ·
Oostplein ·
Oude Binnenweg ·
Parkkade ·
Parklaan ·
Pim Fortuynplaats ·
Plein 1940 ·
Pompenburg ·
Rochussenstraat ·
Saftlevenstraat ·
Schiedamsedijk ·
Schiedamse Vest ·
Schouwburgplein ·
Spaansekade ·
Stadhuisplein ·
Stationsplein ·
Stroveer ·
Van Oldenbarneveltstraat ·
Vasteland ·
Veerkade ·
Weena ·
Westblaak ·
Westerkade ·
West-Kruiskade ·
Westersingel ·
Westplein ·
Willemskade ·
Willemsplein ·
Witte de Withstraat